# Præsidentvalget i Island 2020
Præsidentvalget i Island 2020 blev afholdt den 27. juni 2020 med mulighed for at brevstemme fra den 25. maj 2020. Den siddende præsident Guðni Th. Jóhannesson blev genvalgt med 92,2% af stemmerne.

## Valgsystem
Islands præsident bliver valgt gennem et first-past-the-post-system og vinder ved at opnå et simpelt flertal af stemmer.

## Kandidater
Den siddende præsident Guðni Th. Jóhannesson annoncerede i hans nytårstale den 1. januar 2020, at han ville genopstille.
Guðmundur Franklín Jónsson, en forretningsmand og aktivist, annoncerede under en live-udsendelse på Facebook den 22. april 2020, at han ville stille op til præsidentvalget.
Flere andre annoncerede, at de var interesserede i at stille op til valget, men kun Guðni Th. Jóhannesson og Guðmundur Franklín Jónsson indsamlede nok signaturer til at komme på stemmesedlen.

## Resultat
Med de fleste stemmer optalt den 28. juni 2020, lader det til, at Guðni Th. Jóhannesson er sikret en jordskredssejr ved sit genvalg til posten som Islands præsident.
| Kandidat                                                    | Kandidat                            | Parti                               | Stemmer | Procent |
| ----------------------------------------------------------- | ----------------------------------- | ----------------------------------- | ------- | ------- |
|                                                             | Guðni Th. Jóhannesson               | Uafhængig                           | 150.913 | 92,18%  |
|                                                             | Guðmundur Franklín Jónsson          | Uafhængig                           | 12.797  | 7,82%   |
| Ugyldige/blanke stemmer                                     | Ugyldige/blanke stemmer             | Ugyldige/blanke stemmer             | 5.111   | –       |
| I alt                                                       | I alt                               | I alt                               | 168.821 | 100%    |
| Registrerede vælgere/valgdeltagelse                         | Registrerede vælgere/valgdeltagelse | Registrerede vælgere/valgdeltagelse | 252.267 | 66,92%  |
| Kilde: RÚV Arkiveret 23. juni 2020 hos Wayback Machine, MBL |                                     |                                     |         |         |